# Miko (helados)
Miko es una marca de helados francesa fundada por un empresario español, Luis Ortiz, en 1945. Su imagen fue utilizada en España a finales de los años 1970 por un grupo de empresarios vascos, que constituyeron una compañía con el mismo nombre y sobre la que el grupo francés mantuvo una participación hasta 1988, cuando se independizó de la empresa original.
En Francia, la multinacional Unilever se hizo con los derechos de la marca en 1994 y sigue utilizándola para su línea de helados Heartbrand. En España, se mantuvo como marca independiente hasta que en 1995 fue vendida al grupo Nestlé, que integró todas sus marcas bajo la empresa Helados Nestlé.

## Historia

### Miko (Francia)
La empresa fue fundada por inmigrantes españoles en Francia. Luis Ortiz, un pasiego de Cantabria, había emigrado a Francia con 15 años, donde comenzó a vender helados con su familia. Más tarde se trasladó a Saint-Dizier, donde él y sus hijos montaron la fábrica industrial Glaces Ortíz, que se hizo conocida por sus polos de chocolate. Después de aumentar sus ventas en la posguerra, en 1951 la compañía adoptó una nueva marca, Glaces Miko, que era una contracción de nombres.
En 1954, la familia Ortiz compró una antigua fábrica en Saint-Dizier y se hizo con maquinaria industrial de Estados Unidos para aumentar su producción. A partir de los años 1960, Miko adoptó su imagen corporativa más característica —un logotipo con las letras nevadas sobre una capa de hielo— y se convirtió en una de las marcas más conocidas de Francia gracias a la inversión publicitaria. Entre 1977 y 1981 fue patrocinador del equipo ciclista Mercier.
En 1994, la multinacional Unilever —propietaria de Frigo en España— se hizo con la empresa por más de 400 millones de euros. Antes de esa operación, Unilever vendía sus helados en Francia con la marca Glaces Motta, propiedad de Nestlé en Italia, pero a partir de 1996 la reemplazó por Miko bajo la marca común Heartbrand.

### Miko (España)
De forma paralela, unos empresarios guipuzcoanos liderados por Juan Alcorta —fundador de Koipe y Bankoa entre otras compañías— crearon a finales de los años 1970 una empresa de productos congelados a la que llamaron Miko, con una marca tomada directamente de la matriz francesa. La familia Ortiz aceptó su uso a cambio del 25% de los títulos de la Miko española, participada de forma mayoritaria por el grupo Sociedad Anónima de Alimentación. La fábrica de helados se estableció en el municipio alavés de Araya.
En 1988 el grupo inversor Conelsa, participado por Banco Bilbao Vizcaya (BBV), se hizo con el control mayoritario de refrescos Kas y de Sociedad Anónima de Alimentación, lo que incluía la marca Miko. Esta operación supuso también la salida del accionariado de la familia Ortiz. La empresa lanzó productos propios para el mercado español como Mikolápiz, Pirulo y Fantasmikos, y mantuvo la imagen corporativa original aun cuando Miko Francia ya había sido adquirida por Unilever.
En 1995, BBV vendió su participación en Miko al grupo Nestlé, propietario de Camy y Avidesa, que durante un tiempo usó Miko como marca complementaria. En 2003, la marca desapareció para formar parte de Helados Nestlé, aunque muchos de sus productos originales se han mantenido en la carta de helados actual.